# Quartiero
Quartiero  è un nome proprio di persona italiano maschile.

## Origine e diffusione

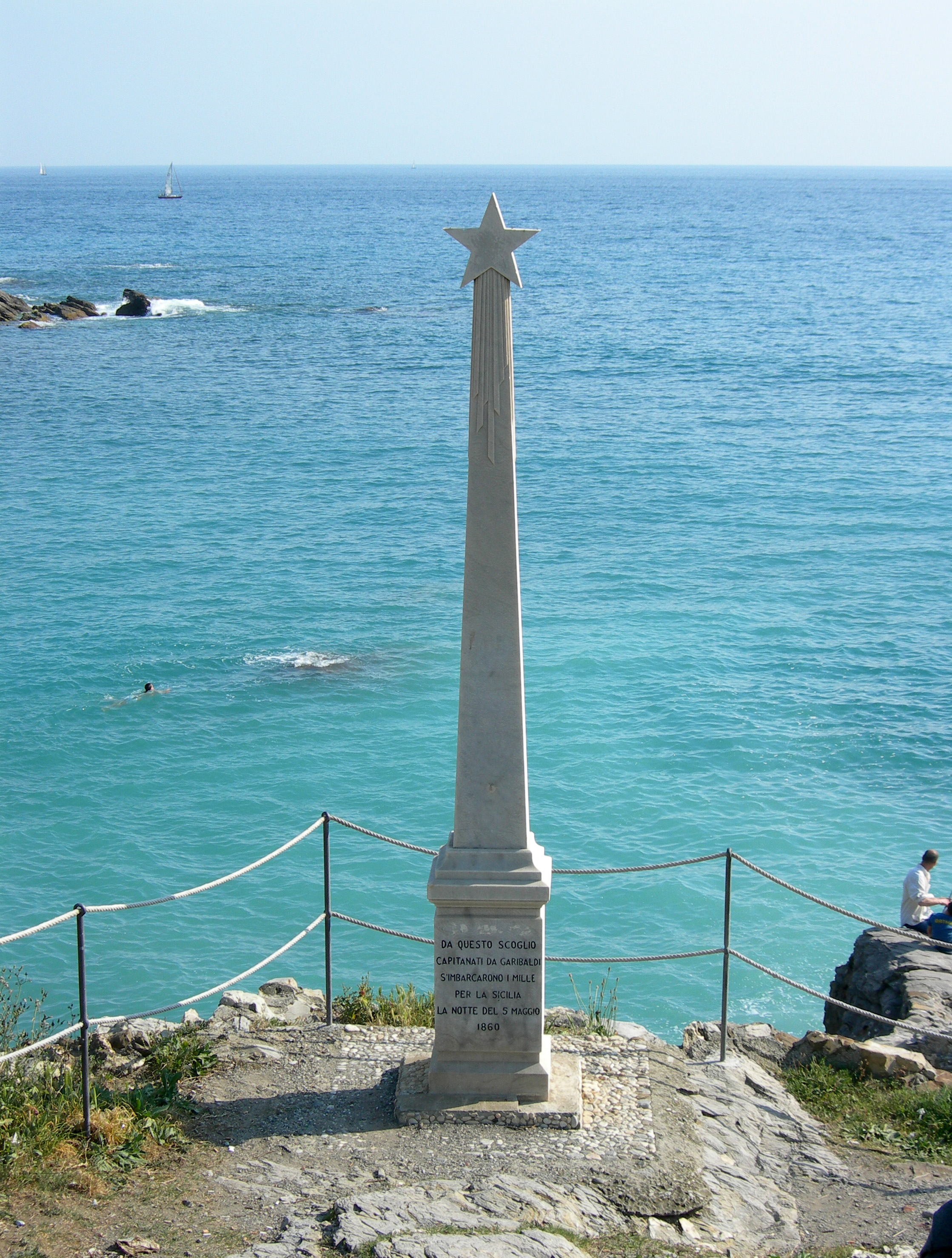
Lo scoglio di Quarto dei Mille

È un nome ideologico derivato da Quarto, ora Quarto dei Mille, il quartiere di Genova da dove salpò per la Sicilia la spedizione dei Mille di Giuseppe Garibaldi la notte del 5 maggio 1860.
È ormai raro, accentrato in Emilia, Romagna e Toscana.

## Onomastico
Non avendo santi che gli corrispondano, il nome è adespoto. L'onomastico può essere festeggiato eventualmente il 1º novembre, in occasione di Ognissanti.